# Maurines
Maurines település Franciaországban, Cantal megyében. Lakosainak száma 104 fő (2022. január 1.). Maurines Anterrieux, Chaudes-Aigues, Fridefont, Saint-Martial, Albaret-le-Comtal és Arzenc-d’Apcher községekkel határos.

## Népesség
A település népességének változása:
| Lakosok száma | 196  | 147  | 114  | 99   | 113  | 109  | 109  | 108  | 108  | 104  |
|               | 1968 | 1982 | 1990 | 2006 | 2013 | 2015 | 2017 | 2019 | 2020 | 2022 |